# Kościół Trójcy Przenajświętszej w Parciakach
Kościół pw. Trójcy Przenajświętszej w Parciakach – rzymskokatolicki kościół parafialny należący do dekanatu Chorzele oraz diecezji łomżyńskiej.

## Historia
Na początku XX wieku kościoły były oddalone od siebie o wiele kilometrów i wierni mieli trudności w dotarciu się na niedzielną mszę. W 1905 mieszkańcy wsi Czarnia koło Myszyńca wystawili na sprzedaż starą drewnianą świątynię, ponieważ budowali murowaną i potrzebowali pieniędzy. Chęć zakupu zgłosiły wsie Olszewka i Parciaki. Ta ostatnia podbiła cenę i sfinalizowała zakup, wobec czego budowla została rozebrana i wozami przewieziona do Parciak. 
Budynek datowany jest na 1823. Kościół zestawiano w Parciakach do 1912. Poświęcono go w czerwcu 1909. Początkowo miał formę krzyża łacińskiego (nawa główna i transept) z czterema przybudówkami. W 1924 świątynię powiększono. 
Samodzielny ośrodek duszpasterski jako filia parafii Baranowo został powołany w 1907 przez biskupa płockiego Antoniego Juliana Nowowiejskiego. Od 1912 Parciaki określane są mianem parafii. 
W latach 1956–1957 rozebrano kaplice boczne (transept) i przybudówki, a sklepienie kościoła podniesiono o 1 m. W latach 50. XX w. kościół pokryto polichromią w stylu ludowym. W 1960 proboszcz ks. Stanisław Szczepkowski bez zezwolenia władz cywilnych i kościelnych zbudował kruchtę. Mimo wydalenia proboszcza z parafii dobudówka została i odtąd w bryle kościoła nie zaszły już żadne zmiany. 
Kościół jest jednym z 4 zabytków gminy Jednorożec, najstarszym spośród nich. Kościół został wpisany do rejestru zabytków (nr rej. A-486 z 4 lutego 1982). 

## Architektura

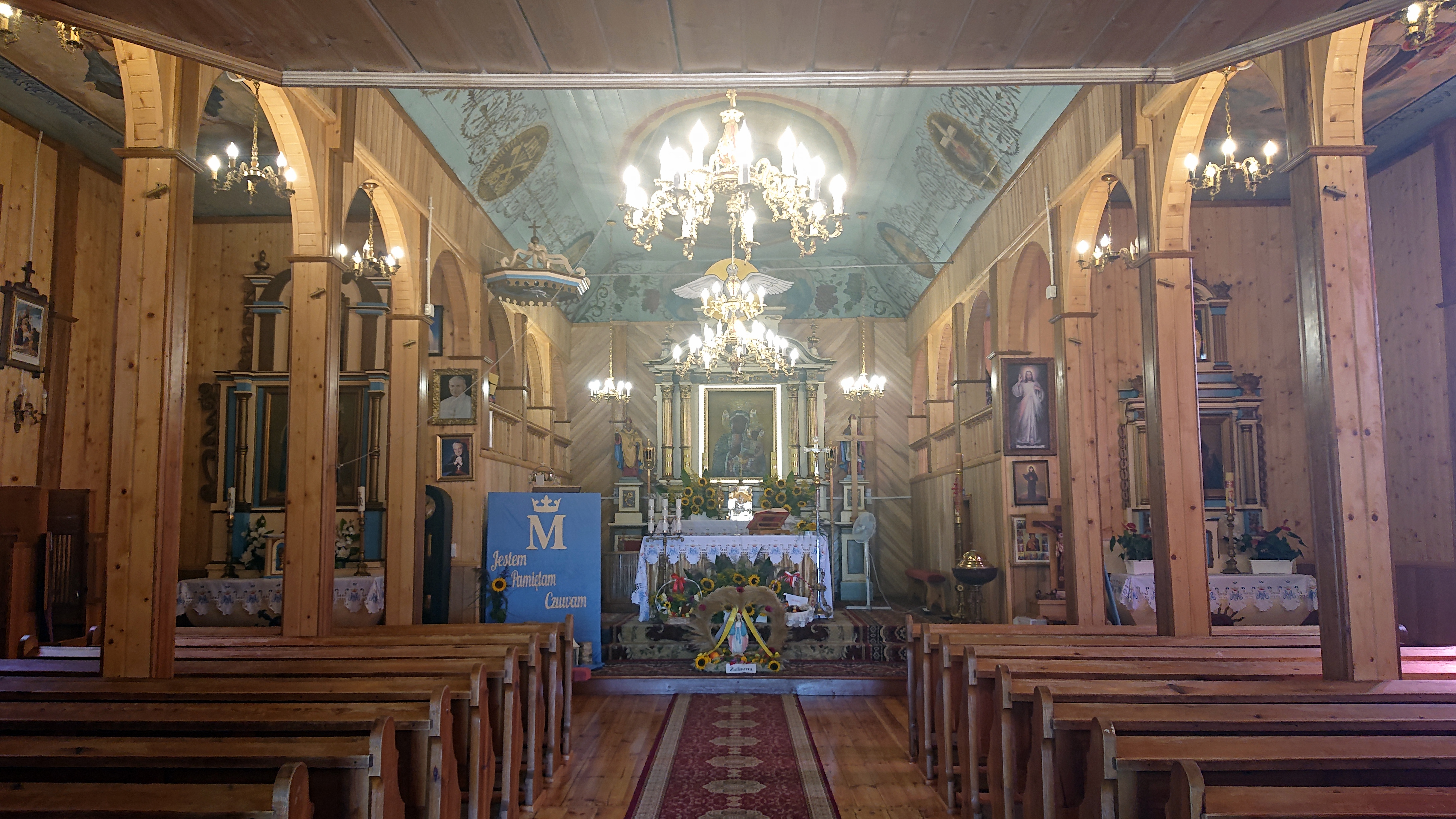
Wnętrze kościoła w Parciakach.

Drewniana świątynia stoi na niewielkim wzgórzu w centrum wsi, przy drodze z Przasnysza do Myszyńca. Została zbudowana na planie prostokąta. Wnętrze podzielone jest na trzy nawy za pomocą czterech par słupów. Kościół jest konstrukcji zrębowej, oszalowany. Prezbiterium jest zamknięte prosto, flankowane przez dwie zakrystie równym szerokości nawy. W górnej kondygnacji nad zakrystiami znajdują dwie loże z małymi ołtarzykami. W górnej kondygnacji zakrystie są otwarte w stronę prezbiterium za pomocą zamkniętych półkoliście przeźroczy. Kościół ma kruchtę wydzieloną od zachodu. Kościół pokrywa jednokalenicowy trójspadowy dach z kwadratową sygnaturką na kalenicy zwieńczoną blaszanym hełmem ostrosłupowym z latarnią. Sklepienie kościoła w nawie i prezbiterium jest kolebkowe, a w nawach bocznych płaskie. Drewniany chór muzyczny jest wsparty na czterech słupach i wysunięty balkonowo.  
Do kościoła wchodzi się przez kruchtę i umieszczone na osi symetrii dwuskrzydłowe drzwi. Po obu stronach drzwi umieszczono prostokątne okna, a nad gzymsem wnękę z figurą Maryi Niepokalanej. Trójkątny szczyt jest zakończony dekoracyjnym szalowaniem i żeliwnym krzyżem. Na elewacji południowej znajdują się drewniane jednoskrzydłowe drzwi do zakrystii.
Powierzchnia użytkowa kościoła to 296 m², a kubatura 1657,6 m³.  

## Wnętrze
Kościół jest pokryty polichromią. Na suficie, kolejno od prezbiterium, namalowano Trójcę Świętą (Boga Ojca, gołębicę jako symbol Ducha Świętego i Dzieciątko Jezus), św. Stanisława oraz anioła grającego na harfie. Fasetę pokryto symbolami Męki Pańskiej, aniołami i wicią roślinną. Na sufitach naw bocznych namalowano: po prawej stronie Najświętsze Serce Jezusa, po lewej – Niepokalane Serce Maryi. Sufity utrzymane są w błękitnej kolorystyce. Ściany kościoła przez wiele lat pomalowane były na zielono. W latach 2015–2016 kościół oszalowano wewnątrz jasnymi deskami. W 2019 wycyklinowano i polakierowano podłogę.  
Wewnątrz znajduje się zabytkowe wyposażenie: dwa ludowe krucyfiksy prawdopodobnie z XVIII wieku i barokowo-ludowy feretron i obraz św. Rocha z XIX wieku. W kościele znajdują się pochodzące z drugiej połowy XIX wieku: chrzcielnica, ołtarz główny z kopią obrazu Matki Bożej Częstochowskiej oraz dwa boczne ołtarze Matki Boskiej i Serca Pana Jezusa. Czterogłosowe organy zakupiono w 1935. Wykonał je Władysław Kamiński z Warszawy. 